# Krause Publications
Krause Publications es una editorial estadounidense de revistas y libros para aficionados. Originalmente fue fundada y basada en Iola, Wisconsin, luego se trasladó a Stevens Point, Wisconsin, en abril de 2018. 

## Historia
La empresa fue fundada por Chester Krause (1923-2016) tras la publicación en octubre de 1952 del primer número de Numismatic News. En la comunidad de coleccionistas de monedas, la compañía es conocida por su Standard Catalog of World Coins, una serie de catálogos de monedas comúnmente conocidos como catálogos Krause o Krause-Mishler, proporcionan información, precios y números de Krause-Mishler (KM)  refieren a la rareza y el valor de las monedas. Los números de Krause-Mishler (así llamado por Krause y Clifford Mishler) son la forma más común de asignar valores a las monedas. La primera edición se publicó en 1972. Además, establecieron el Premio Moneda del Año, emitido por primera vez en 1984, por la excelencia en el diseño de monedas.
En la comunidad de coleccionistas de billetes, la empresa es conocida por sus catálogos de papel moneda. En 1975 se publicó la primera edición del Standard Catalog of World Paper Money escrito por Albert Pick. Su sistema de numeración, los números Pick, se utiliza ampliamente para identificar billetes.
En 1997, Krause adquirió los títulos de libros no automotrices de Chilton Company. En junio de 2002 Krause fue adquirida por F+W (entonces F&W Publications). En ese momento Krause Publications publicaba 46 periódicos y tenía casi 750 libros impresos.
En junio de 2019 se vendieron los activos de F+W en subastas concursales. Los activos de publicación de libros y la marca Krause fueron adquiridos por Penguin Random House. Las revistas estaban dispersas;  Numismatic News, por ejemplo, fue adquirida por Active Interest Media.